# Gropparello
Gropparello – miejscowość i gmina we Włoszech, w regionie Emilia-Romania, w prowincji Piacenza.
Według danych na rok 2004 gminę zamieszkiwało 2361 osób, 42,2 os./km².